# هریسون مک‌گاهی
هریسون مک‌گاهی (انگلیسی: Harrison McGahey؛ زادهٔ ۲۶ سپتامبر ۱۹۹۵) بازیکن فوتبال اهل بریتانیا است.
از باشگاه‌هایی که در آن بازی کرده‌است می‌توان به باشگاه فوتبال بلکبرن روورز، باشگاه فوتبال بلکپول، باشگاه فوتبال لیورپول، باشگاه فوتبال شفیلد یونایتد، و باشگاه فوتبال ترانمره راورز اشاره کرد.